# Statue de Padiiset
 (mars 2023).

La statue de Padiiset, également décrite comme la statue d'un vizir usurpé par Padiiset, est une statue en basalte trouvée en 1894 dans un endroit inconnu du delta égyptien : 

« Au commencement de 1894, on découvrit, dans une localité du Delta dont je n’ai pu savoir le nom, une statuette en basalte noir légèrement mutilée, »

 qui comprend une inscription faisant référence au commerce entre Canaan et l'Égypte ancienne pendant la Troisième Période intermédiaire,,. Elle a été achetée par Henry Walters en 1928 et se trouve maintenant au Walters Art Museum à Baltimore.
Il s'agit de la deuxième - et dernière - référence égyptienne connue à Canaan, plus de 300 ans après la précédente inscription connue.
La statue est faite de basalte noir et mesure 30,5 × 10,25 × 11,5 cm. Elle a été créée à l'époque du Moyen Empire pour commémorer un vizir du gouvernement. Les chercheurs pensent qu'un millénaire plus tard, l'inscription originale a été effacée et remplacée par des inscriptions sur le devant et le dos représentant « Pa-di-iset, fils d'Apy » et vénérant les dieux Osiris, Horus et Isis.
Les inscriptions se lisent comme suit :
- « Ka d'Osiris : Pa-di-iset, le justifié, fils d'Apy ».
- « Le seul renommé, l'envoyé pour Canaan pour Peleset, Pa-di-iset, fils d'Apy ».